# Clemens Cornielje

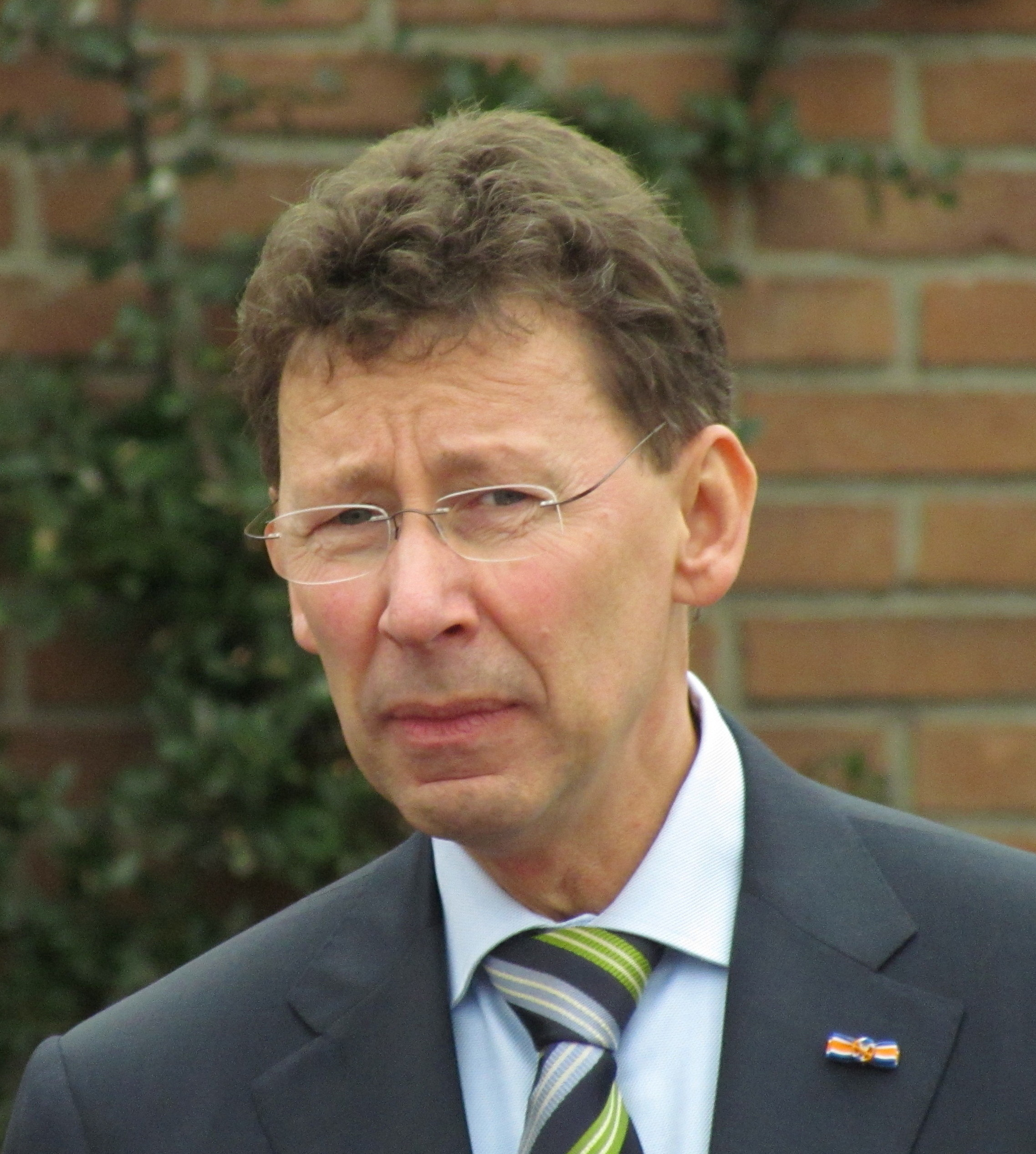
Clemens Cornielje

Clemens Cornielje (* 10. Juni 1958 in Lobith; † 17. März 2022) war ein niederländischer Politiker der Volkspartij voor Vrijheid en Democratie.

## Leben
Cornielje studierte Mathematik und Biologie an der Fachhochschule in Nijmegen. Von 1994 bis 2005 war er Abgeordneter in der Zweiten Kammer der Generalstaaten. Cornielje war von 2005 bis 2019 als Nachfolger von Jan Kamminga Kommissar des Königs für die Provinz Gelderland. Am 6. Februar 2019 übernahm sein Nachfolger, John Berends, dieses Amt.

## Auszeichnungen und Preise (Auswahl)
- 2005: Ritter des Ordens von Oranien und Nassau
- 2012: Offizier des Ordens von Oranien und Nassau[2]